# 久石譲のLIFE is MUSIC
『久石譲のLIFE is MUSIC』（ひさいしじょうのライフ・イズ・ミュージック）は、ニッポン放送で2010年10月9日から2011年3月末まで放送されていたラジオ番組。作曲家の久石譲がパーソナリティを務める番組である。

## 番組概要
2010年のプロ野球中継（ニッポン放送では『ニッポン放送ショウアップナイター』）シーズンオフ期に放送される番組で、毎月決められたテーマに沿って、久石が選曲した音楽とトークを放送している。
番組の最後には、久石の「今夜の一言」で番組が終了する構成となっている。
ニッポン放送をはじめとする一部のNRN系列局にもネットされているが、一部放送局ではプロ野球中継（日本シリーズ）に伴い番組が休止した（詳細は後述）。
2011年4月から、かつて出演していた「オールナイトニッポンサンデー」を系譜する「サンデー ズバリ!ラジオ」（ナイター非開催日の日曜19時から20時）に久石が復帰。久石出演の回に表記題名でトークを行う。

## 毎月のテーマ
- 2010年10月：旅
- 2010年11月：映画
- 2010年12月：丸ごとジブリ
- 2011年1月：久石流クラシック入門
- 2011年2月：ラブソング・アンソロジー

## 放送時間
- 土曜日 20:30 - 21:00（JST）

## 放送局
すべてニッポン放送と同時ネット。○印はニッポン放送で19時から放送されている『サタデーキューティーナイト アイドルスタジオNo.1』と一緒にネットされている。
- 秋田放送○
- 山形放送○
- ラジオ福島○
- 山梨放送○
- 北日本放送○
- 北陸放送○
- 福井放送○
- 和歌山放送
- 山陰放送
- 山陽放送
- 高知放送○

## プロ野球中継による休止
ニッポン放送および一部のネット局では日本シリーズ中継で番組が休止。休止した放送局以外では裏送りで放送された。
休止日（いずれもニッポン放送）
- 2010年10月23日：セ・リーグクライマックスシリーズ
- 2010年10月30日：日本シリーズ
- 2010年11月6日：日本シリーズ

## その他の休止
休止日（いずれもニッポン放送）
- 2011年3月12日：太平洋沖地震による報道特番